# Dion chante Plamondon
A Dion chante Plamondon Céline Dion kanadai énekesnő francia nyelvű stúdióalbuma, mely 1991. november 4-én jelent meg Franciaországban, majd a következő években a világ több országában. Európában Des mots qui sonnent címen jelent meg. Ez az énekesnő tizenötödik francia nyelvű, összesen a tizenhatodik albuma.

## Háttér
Dion chante Plamondon című albumán Céline Dion Luc Plamondon francia dalszövegíró szerzeményeit énekli. Négy új dal és nyolc feldolgozás került a lemezre.
A lemez 1991 novemberében jelent meg Kanadában, majd 1992 áprilisában Franciaországban. 1994-ben a világ többi országában is megjelent, így ez volt az énekesnő első olyan francia nyelvű lemeze, mely világszerte a boltokba került. Négy különböző borítóval az egyes országokban.

## Megjelenések

### Kanada
Québecben  nem jelentek meg kislemezek az albumról, bár öt dalt is játszottak a rádióállomások. A Sony Music Entertainment úgy döntött, egyszerre két kislemezt adnak ki 1991 októberében, a Des mots qui sonnent című dalt a popzenei rádiók számára (legjobb rádiós helyezése 10. hely), és a L'amour existe encore című dalt (legjobb rádiós helyezése 16. hely) a kortárs felnőtt hallgatók számára. 1992 februárjában a Je danse dans ma tête megnyerte a MuchMusic Video Awards díját. 1992. júliusban a Quelqu'un que j'aime, quelqu'un qui m'aime lett a következő kislemez, mely Québecben első helyre került a rádiós listákon. Az ötödik kislemezdal a Un garçon pas comme les autres (Ziggy) volt, mely szintén hatalmas siker lett Québecben. A kanadai lemezlistán az 57. helyet érte el, majd kétszeres platinalemez lett.
A Dion chante Plamondon 1992-ben Félix-díjat az év legsikeresebb albuma kategóriában, valamint 1993-ban Juno-díjat, mint az év legsikeresebb francia nyelvű albuma.

### Franciaország
Franciaországban Des mots qui sonnent címen adták ki a lemezt és a Je danse dans ma tête című kislemezzel mutatták be 1992 áprilisában. Abban az időben egyik sem került a listákra. 1993-ban az Un garçon pas comme les autres (Ziggy) kislemez óriási siker lett, második helyre jutott és aranylemez lett. A Des mots qui sonnent már megjelenésekor népszerű lett 1993 szeptemberében. 1994. januárban a Sony megjelentette az utolsó franciaországi kislemezt, mely a L'amour existe encore dalból készült, és a 31. helyig jutott. Az album legjobb helyezése Franciaországban a 4. hely volt, és egy éven át az albumlistán maradt, kétszeres platinalemez lett.

### Világszerte
A lemez 1994-ben jelent meg a világ többi részén. Önálló kislemezek nem jelentek meg az albumról, csak az akkoriban a The Colour of My Love című albumról kiadott Think Twice kislemezen jelent meg két dal a Dion chante Plamondon lemezről: a L'amour existe encore és a Le monde est stone.
A Dion chante Plamondon több mint két millió példányban fogyott világszerte. Annak ellenére, hogy francia dalokat tartalmazott, az Egyesült Államokban is 111 000 darabot adtak el belőle a Nielsen SoundScan adatai szerint.
Az Ultratop vallón lemezlistán, mely 1995 áprilisától működött, az album a 17. helyig jutott.
| Terület       | Megjelenés         | Kiadó                                | Formátum        | Katalógusszám |
| ------------- | ------------------ | ------------------------------------ | --------------- | ------------- |
| Kanada        | 1991. november 4.  | Sony Music, Columbia                 | CD, LP, kazetta | 80168         |
| Franciaország | 1992. április 29.  | Sony Music, Columbia                 | CD, LP, kazetta | 4713442       |
| Ausztrália    | 1993. január 25.   | Sony Music, Epic                     | CD, LP, kazetta | 4772152       |
| USA           | 1994. május 31.    | Epic                                 | CD, LP, kazetta | 64363         |
| Japán         | 1994. november 11. | Sony Music Entertainment Japan, Epic | CD, LP, kazetta | ESCA-6101     |

## Dalok listája
| #   | Cím                                              | Szerző(k)                             | Hossz |
| --- | ------------------------------------------------ | ------------------------------------- | ----- |
| 1.  | Des mots qui sonnent                             | Luc Plamondon, Aldo Nova, Marty Simon | 3:56  |
| 2.  | Le monde est stone                               | Plamondon, Michel Berger              | 3:40  |
| 3.  | J'ai besoin d'un chum (Canada and Europe only)   | Plamondon, François Cousineau         | 4:04  |
| 4.  | Le fils de Superman                              | Plamondon, Germain Gauthier           | 4:35  |
| 5.  | Je danse dans ma tête                            | Plamondon, Romano Musumarra           | 4:14  |
| 6.  | Le blues du businessman                          | Plamondon, Berger                     | 4:30  |
| 7.  | Piaf chanterait du rock (Canada and Europe only) | Plamondon, Gauthier                   | 3:23  |
| 8.  | Un garçon pas comme les autres (Ziggy)           | Plamondon, Berger                     | 2:58  |
| 9.  | Quelqu'un que j'aime, quelqu'un qui m'aime       | Plamondon, Erown                      | 3:40  |
| 10. | Les uns contre les autres                        | Plamondon, Berger                     | 3:10  |
| 11. | Oxygène                                          | Plamondon, Gauthier                   | 6:00  |
| 12. | L'amour existe encore                            | Plamondon, Riccardo Cocciante         | 3:50  |

## Fogadtatás
Az AllMusic szerint ezen a relatív korai albumon Dion olyan magabiztosnak és érettnek hangzik, mint későbbi, már világsztárként készített lemezein. Hangja fiatal kora ellenére szenvedélyt mutat, főként a Des mots qui sonnent című dalban. A lemez széles körű zenei spektrumot mutat, köztük a drámai Le fils de Superman, a funkys hangzású Je danse dans ma têt, a bluesos Les uns contre les autres és a Le blues du businessman című balladával.

### Díjak
| Év   | Díj                    | Kategória                                                  |
| ---- | ---------------------- | ---------------------------------------------------------- |
| 1992 | Juno-díj               | Az év énekesnője                                           |
| 1992 | Félix-díj              | Az év legsikeresebb albuma - Dion chante Plamondon         |
| 1992 | Félix-díj              | Québeci művész nem francia nyelven elért legnagyobb sikere |
| 1992 | MuchMusic Video Awards | Legjobb felnőtt kortárs videó – Je danse dans ma tête      |
| 1993 | Juno-díj               | Legsikeresebb francia nyelvű album – Dion chante Plamondon |

## Helyezések és minősítések
| Lista                     | Legjobb helyezés |
| ------------------------- | ---------------- |
| Vallon albumlista1        | 17               |
| Kanadai Record albumlista | 57               |
| Kanadai RPM albumlista    | 76               |
| Francia albumlista        | 4                |

| Ország        | Minősítés² |
| ------------- | ---------- |
| Kanada        | 2x platina |
| Franciaország | 2x platina |

1A lista 1995 áprilisától működik

²A minősítések még korábbi feltételrendszer szerintiek, magasabb minősítési szintekkel, mint napjainkban

## Fordítás
Ez a szócikk részben vagy egészben  a   Dion chante Plamondon című angol Wikipédia-szócikk fordításán alapul.  Az eredeti cikk szerkesztőit annak laptörténete sorolja fel. Ez a jelzés csupán a megfogalmazás eredetét és a szerzői jogokat jelzi, nem szolgál a cikkben szereplő információk forrásmegjelöléseként.